# Mina de uranio Rössing

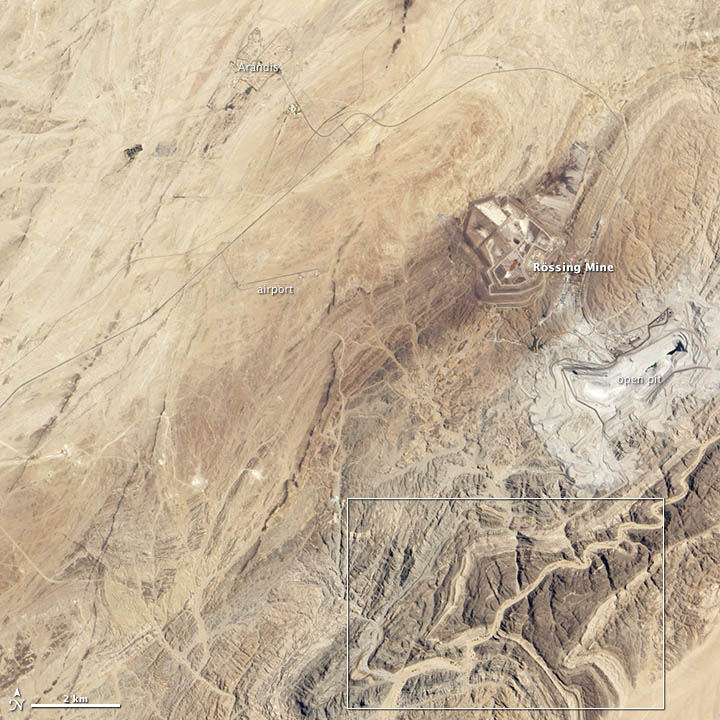
Foto de satélite de Rossing mina y proximidades, 2013. La Ciudad de Arandis esta en el centro superior. Unaimagen ampliada de esta puede verse en Observatorio de Tierra de la NASA

La Mina de uranio Rössing en Namibia es una de las minas de uranio de cielo abierto más grandes del mundo. Está localizada en el desierto del Namib cerca de la ciudad de Arandis a 70 kilómetros de la ciudad costera de Swakopmund. Descubierto en 1928, la mina Rössing empezó sus operaciones en 1976. En 2005,  produjo 3,711 toneladas de óxido de uranio, llegó a ser la quinta mina más grande de uranio con 8 por céntimo de producción global. Namibia es el cuarto exportador más grande de uranio del mundo.

## Operaciones
El uranio fue descubierto en el desierto del Namib en 1928 pero las exploraciones empezaron sólo al final del 1950. Rössing es la más grande de las tres minas de uranio en el desierto de Namib, siendo las otras Langer Heinrich, operada por Paladín, y Husab (en construcción), bajo propiedad china. La capacidad de producción de la mina de cielo abierto es de 4,500 toneladas.
Una falla estructural catastrófica de un tanque de lixiviación tuvo como resultado un derrame importante en Rössing el 3 de diciembre de 2013. El laboratorio con base en Francia, CRIIRAD, informó de los elevados niveles de materiales radioactivos en el área que rodea la mina. Los trabajadores no fueron informados de los peligros laborables relacionados con materiales radioactivos y los efectos en la  salud de los mismos.